# I-mode

Logo di i-mode

i-mode (dall'inglese information mode) è un servizio web mobile per il collegamento dei telefoni cellulari a Internet. Il sistema è molto diffuso in Giappone.

## Storia

Evoluzione degli standard web mobile (1990-2007).

L'i-mode è stato sviluppato nel 1999 da NTT DoCoMo, il principale operatore giapponese di telefonia mobile.
In Giappone il sistema conta oltre 38 milioni di terminali abilitati e 8 milioni e mezzo di utenti abbonati paganti. I fornitori di contenuti (contents provider) sono oltre 6000 e molto ha contato il modello remunerativo del revenue sharing con l'operatore mobile, che ha garantito ai fornitori di contenuti un ritorno economico significativo.

### In Italia
Nel 2003 Wind ha realizzato una partnership con l'operatore giapponese, tentando di applicare un modello di business analogo. In Italia il servizio consentiva l'accesso alla posta elettronica dedicata e l'integrazione con altri servizi e-mail ed MMS offerti dal gestore.
L'offerta prevedeva la distribuzione di cellulari i-mode dedicati e opportunamente modificati dal produttore in modo da non permettere l'uso del WAP o l'invio di messaggi MMS con SIM card di altri operatori.
Il 12 ottobre 2009 Wind ha interrotto il servizio.

## Descrizione
i-mode è un protocollo per l'interscambio di dati a pacchetto su piattaforme mobili, quali telefoni cellulari e smartphone. Permette di navigare in internet sui siti compatibili e di usufruire di diversi servizi, tra cui: mobile banking, posta elettronica, oroscopo, suonerie, giochi, lettura di codici QR, ecc.
A differenza del Wireless Application Protocol, che impiega il Wireless Markup Language (WML) per visualizzare le informazioni presenti sui siti WAP, i-mode utilizza una versione semplificata dell'HTML, denominata cHTML (Compact HTML) e il protocollo HTTP per trasferire le informazioni, in modo rapido, dai fornitori di contenuti al cellulare dei clienti.
Il sistema è simile a Vodafone live! e i.tim, ma è contraddistinto dalla semplicità della fruizione dei contenuti multimediali. I mini siti i-mode sono creati secondo schemi che privilegiano un accesso alle pagine veloce.
L'i-mode è un concorrente del WAP, ma permette di visualizzarne i contenuti.